# Raffaele Sansoni Riario
Raffaele Sansoni Riario (ur. 3 maja 1461 w Savonie, zm. 9 lipca 1521 w Neapolu) – włoski kardynał.

## Życiorys
Studiował na uniwersytecie w Pizie. W wieku 16 lat został kreowany kardynałem przez swego wuja Sykstusa IV. W 1478 z powodu epidemii wyjechał z Pizy do Florencji, gdzie został wplątany w spisek rodziny Pazzi, która go gościła, przeciw Medyceuszom. Nastoletni kardynał kilka tygodni spędził w więzieniu i został uwolniony dopiero na wyraźne żądanie Wawrzyńca Wspaniałego. Sykstus IV powierzył swemu młodemu krewnemu szereg funkcji i beneficjów m.in. legacje w Perugii (1478) i Ankonie (1480-81), administrację diecezji Cuenca (1479-82), Piza (1479-99), Treguier (1480-83), Salamanka (1482-84), Osma (1483-93), urząd kamerlinga Kościoła Rzymskiego (od 1483) i protektora zakonu augustianów (od 1484), a ponadto wysłał go w 1480 z misją dyplomatyczną na Węgry. W 1483 Riario bezskutecznie wstawiał się za swoim skazanym na śmierć przyjacielem Lorenzo Oddone, co bardzo dotknęło jego wuja.
Podczas konklawe 1492 energicznie zarządzał Rzymem jako kamerling. Popierał kandydaturę Rodrigo Borgii, za co ten odwdzięczył mu się nadaniem nowych beneficjów m.in. diecezji Cuenca (1493-1521) i Viterbo (1498-1506). 1497 należał do komisji kardynalskiej ds. reformy Kościoła. 1498-99 kierował przygotowaniami do obchodów roku jubileuszowego. Jako kardynał-protodiakon (od września do listopada 1503) koronował papieża Piusa III.
W listopadzie 1503 objął diecezję podmiejską Albano, w związku z czym w kwietniu następnego roku przyjął sakrę biskupią z rąk Juliusza II. W 1507 przeszedł do diecezji Sabina, a rok później Porto e Santa Rufina. Subdziekan kolegium kardynalskiego 1508-11. Administrator diecezji Arezzo (1508-11) i swojej rodzinnej miejscowości Savona (1508-16). Po śmierci Oliviero Carafa w styczniu 1511 został nowym biskupem Ostia e Velletri i dziekanem kolegium kardynalskiego. W tej roli przewodniczył otwarciu Soboru Laterańskiego V w 1512 oraz konklawe 1513, na którym był zresztą poważnym kandydatem do tiary. Konsekrował nowego papieża Leona X. W 1517 przez kilka miesięcy był administratorem diecezji Lukka.
29 maja 1517 został aresztowany w związku z podejrzeniem o współudział w spisku kardynałów Alfonso Petrucci i Bandinello Sauli przeciwko Leonowi X. Po kilkutygodniowym procesie kolegium kardynalskie uznało go za winnego i skazało na pozbawienie godności kardynalskiej i biskupiej oraz odebranie wszystkich posiadanych funkcji i beneficjów. Riario odwołał się od tego wyroku do papieża. Leon X przychylił się do jego prośby, i w zamian za grzywnę w wysokości 300 tys. dukatów stopniowo przywrócił do większości uprzednio posiadanych godności, a nawet powierzył mu nowe (np. 1518 został wieczystym administratorem Malagi). Załamany i upokorzony Riario stopniowo wycofywał się z czynnego życia religijnego i politycznego. Zmarł w Neapolu w wieku 60 lat.
Riario był jednym z najbogatszych kardynałów swoich czasów. Podobnie jak wielu innych kardynałów i biskupów w tamtym okresie sposobem życia przypominał świeckiego księcia. Był także miłośnikiem teatru, znawcą sztuki i protektorem artystów (m.in. Michała Anioła).